# Česká para hokejová liga
Česká para hokejová liga je nejvyšší česká soutěž v para hokeji. Tato soutěž vznikla v sezoně 2003/2004 jako nástupce Českého poháru. Nejúspěšnějším týmem v historii soutěže jsou Karlovy Vary s 8 tituly.
V ročníku 2024/2025 se soutěže účastnilo 7 celků (Sparta, Pardubice, Karlovy Vary, Zlín, Olomouc, Havířov a Ostrava)

## Předchůdce
V sezóně 2002/2003 proběhl první (a jediný) ročník Českého poháru. Účastnila se ho tři mužstva – SK Draci Kolín, APA Včas Olomouc a Sedící Medvědi Zlín. Vítězem se stal Zlín s bilancí 4 vítězství, 1 remízy a 1 porážky. Druhý skončil Kolín a třetí Olomouc.

## Týmové obsazení
Prvního ročníku České para hokejové ligy, nástupce Českého poháru, se v sezóně 2003/2004 zúčastnilo 5 týmů (České Budějovice, Karlovy Vary, Kolín, Olomouc a Zlín). V roce 2005 vznikla para hokejová Sparta. Roku 2009 vznikl klub ve Studénce, o 2 roky později byl založen klub v Pardubicích, který nahradil zaniknuvší tým z Kolína. V letech 2014–2019 působil v lize také klub z Litvínova. Po sezóně 2017/2018 opustil soutěž tým Českých Budějovic. V roce 2020 se klub ze Studénky přestěhoval do Havířova. Před sezónou 2022/2023 do soutěže přibyly kluby z Ostravy a Českých Budějovic, budějovické mužstvo však po sezóně 2023/2024 zaniklo. 

## Vítězové
Zdroj:
| Sezóna  | Vítěz základní části                  | Celkový vítěz                       |
| ------- | ------------------------------------- | ----------------------------------- |
| 2003/04 | Dohledává se                          | České Budějovice                    |
| 2004/05 | Dohledává se                          | Olomouc                             |
| 2005/06 | Dohledává se                          | Sparta Praha                        |
| 2006/07 | Dohledává se                          | Sparta Praha                        |
| 2007/08 | Dohledává se                          | Karlovy Vary                        |
| 2008/09 | Dohledává se                          | Karlovy Vary                        |
| 2009/10 | Dohledává se                          | Kolín                               |
| 2010/11 | Dohledává se                          | Kolín                               |
| 2011/12 | Zlín                                  | Zlín                                |
| 2012/13 | Dohledává se                          | Karlovy Vary                        |
| 2013/14 | Dohledává se                          | Karlovy Vary                        |
| 2014/15 | Sparta Praha                          | Zlín                                |
| 2015/16 | Zlín                                  | Zlín                                |
| 2016/17 | Zlín                                  | Zlín                                |
| 2017/18 | Zlín                                  | Zlín                                |
| 2018/19 | Zlín                                  | Zlín                                |
| 2019/20 | Studénka                              | PO zrušeno kvůli pandemii covidu-19 |
| 2020/21 | ZČ nedohrána kvůli pandemii covidu-19 | PO zrušeno kvůli pandemii covidu-19 |
| 2021/22 | Karlovy Vary                          | Karlovy Vary                        |
| 2022/23 | Karlovy Vary                          | Karlovy Vary                        |
| 2023/24 | Karlovy Vary                          | Karlovy Vary                        |
| 2024/25 | Karlovy Vary                          | Karlovy Vary                        |